# Río Ameca
Pour les articles homonymes, voir Ameca.
L'Ameca (en espagnol : Río Ameca) est un fleuve côtier de l'ouest du Mexique. Il se jette dans l'océan Pacifique après un cours de quelque 230 km de long.

## Parcours
L'Ameca prend sa source dans la forêt de la Primavera (en), 23 km à l'ouest de  Guadalajara dans l'État de Jalisco.
Il alimente le lac de barrage de La Vega au sud de Teuchitlán,
traverse la municipalité d'Ameca
puis forme la frontière entre l'État de Jalisco et l'État de Nayarit.
Il se jette dans l'océan Pacifique dans la baie de Banderas à Puerto Vallarta.
Ses principaux affluents sont l'Ahuacatlán et l'Amatlán de Cañas.

## Poissons
Plusieurs espèces de poissons telles que Ameca splendens, Zoogoneticus tequila, Allodontichthys polylepisla, Allotoca goslinei, Skiffia francesae, Yuriria amatlana, Algansea amecae et Notropis amecae ne sont connues que dans le bassin de l'Ameca.
Tous ces poissons sont fortement menacés,.
Certains sont probablement éteints à l'état sauvage mais survivent en captivité,,.
Notropis amecae par exemple ne survit qu'en captivité, tandis que
Ameca splendens et Allotoca goslinei que l'on croyait éteints ont été redécouverts à l'état sauvage,.
Un projet de réintroduction de Notropis amecae et Zoogoneticus tequila a commencé en 2015 dans le bassin supérieur de l'Ameca.